# Mistrzostwa Świata w Lekkoatletyce 1987 – pchnięcie kulą mężczyzn

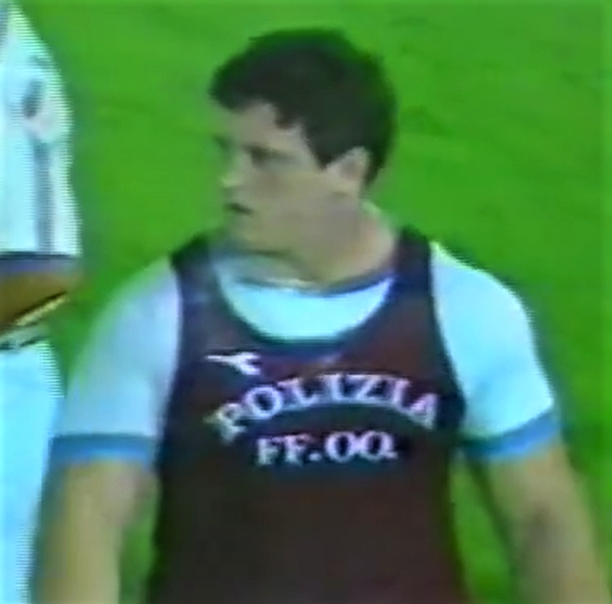
Wicemistrz świata Alessandro Andrei

Pchnięcie kulą mężczyzn – jedna z konkurencji technicznych rozgrywanych podczas lekkoatletycznych mistrzostw świata w 1987 na Stadionie Olimpijskim w Rzymie.
Zwycięzcą został Werner Günthör ze Szwajcarii. Tytułu zdobytego na poprzednich mistrzostwach nie bronił Edward Sarul z Polski.

## Terminarz
| Data        |              |
| ----------- | ------------ |
| 29 sierpnia | Kwalifikacje |
| 29 sierpnia | Finał        |

## Rekordy
|                          | Zawodnik          | Wynik | Miejsce   | Data                  |
| ------------------------ | ----------------- | ----- | --------- | --------------------- |
| Rekord świata            | Alessandro Andrei | 22,91 | Viareggio | 12 sierpnia 1987(dts) |
| Rekord mistrzostw świata | Edward Sarul      | 21,39 | Helsinki  | 7 sierpnia 1983(dts)  |

## Wyniki

### Kwalifikacje
Zawodnicy startowali w dwóch grupach. Minimum kwalifikacyjne wynosiło 20,00 m. Do finału awansowali miotacze, którzy uzyskali minimum (Q) lub 12 zawodników z najlepszymi wynikami (q).
| Pozycja | Grupa | Zawodnik            | Państwo           | Wynik | Uwagi |
| ------- | ----- | ------------------- | ----------------- | ----- | ----- |
| 1       | A     | Alessandro Andrei   | Włochy            | 21,57 | Q,    |
| 2       | A     | Ulf Timmermann      | NRD               | 21,11 | Q     |
| 3       | A     | Wiaczesław Łycho    | ZSRR              | 20,99 | Q     |
| 4       | B     | Udo Beyer           | NRD               | 20,95 | Q     |
| 5       | A     | Werner Günthör      | Szwajcaria        | 20,66 | Q     |
| 6       | B     | John Brenner        | Stany Zjednoczone | 20,28 | Q     |
| 7       | B     | Remigius Machura    | Czechosłowacja    | 20,27 | Q     |
| 8       | B     | Klaus Bodenmüller   | Austria           | 19,96 | q     |
| 9       | B     | Siergiej Gawriuszin | ZSRR              | 19,96 | q     |
| 10      | B     | Gert Weil           | Chile             | 19,76 | q     |
| 11      | A     | Helmut Krieger      | Polska            | 19,73 | q     |
| 12      | A     | Karsten Stolz       | RFN               | 19,69 | q     |
| 13      | A     | Gregg Tafralis      | Stany Zjednoczone | 19,62 |       |
| 14      | A     | Georgi Todorow      | Bułgaria          | 19,43 |       |
| 15      | A     | Ron Backes          | Stany Zjednoczone | 19,34 |       |
| 16      | B     | Udo Gelhausen       | RFN               | 19,10 |       |
| 17      | A     | Dimitrios Kutsukis  | Grecja            | 19,05 |       |
| 18      | B     | Janne Ronkainen     | Finlandia         | 18,36 |       |
| 19      | B     | Lars Sundin         | Szwecja           | 17,25 |       |
| –       | B     | Arne Pedersen       | Norwegia          | DNS   |       |
| –       | B     | Jan Sagedal         | Norwegia          | DNS   |       |

### Finał
| Poz. | Zawodnik            | Państwo           | #1    | #2    | #3    | #4    | #5    | #6    | Wynik | Uwagi |
| ---- | ------------------- | ----------------- | ----- | ----- | ----- | ----- | ----- | ----- | ----- | ----- |
| 01 ! | Werner Günthör      | Szwajcaria        | 21,63 | 21,19 | 20,88 | 22,12 | 20,67 | 22,23 | 22,23 | CR    |
| 02 ! | Alessandro Andrei   | Włochy            | 21,12 | x     | 21,17 | x     | 21,88 | 21,76 | 21,88 |       |
| 03 ! | John Brenner        | Stany Zjednoczone | x     | 21,75 | 21,14 | x     | 19,91 | 21,18 | 21,75 |       |
| 4.   | Remigius Machura    | Czechosłowacja    | 21,15 | x     | 21,39 | x     | x     | 21,25 | 21,39 |       |
| 5.   | Ulf Timmermann      | NRD               | 20,18 | 21,22 | 21,28 | 21,35 | x     | 21,05 | 21,35 |       |
| 6.   | Udo Beyer           | NRD               | 21,13 | x     | x     | 21,02 | x     | 20,39 | 21,13 |       |
| 7.   | Klaus Bodenmüller   | Austria           | 19,30 | 20,41 | x     | 18,74 | x     | 19,52 | 20,41 |       |
| 8.   | Siergiej Gawriuszin | ZSRR              | 19,99 | 19,83 | x     | x     | 20,15 | x     | 20,15 |       |
| 9.   | Wiaczesław Łycho    | ZSRR              |       |       |       |       |       |       | 19,98 |       |
| 10.  | Gert Weil           | Chile}            |       |       |       |       |       |       | 19,71 |       |
| 11.  | Karsten Stolz       | RFN               |       |       |       |       |       |       | 19,22 |       |
| 12.  | Helmut Krieger      | Polska            |       |       |       |       |       |       | 19,15 |       |